# Småkaktussläktet
Småkaktussläktet (Turbinicarpus) är ett suckulent släkte inom familjen kaktusväxter. Släktet beskrevs av Franz Buxbaum och Curt Backeberg 1937.

## Bilder

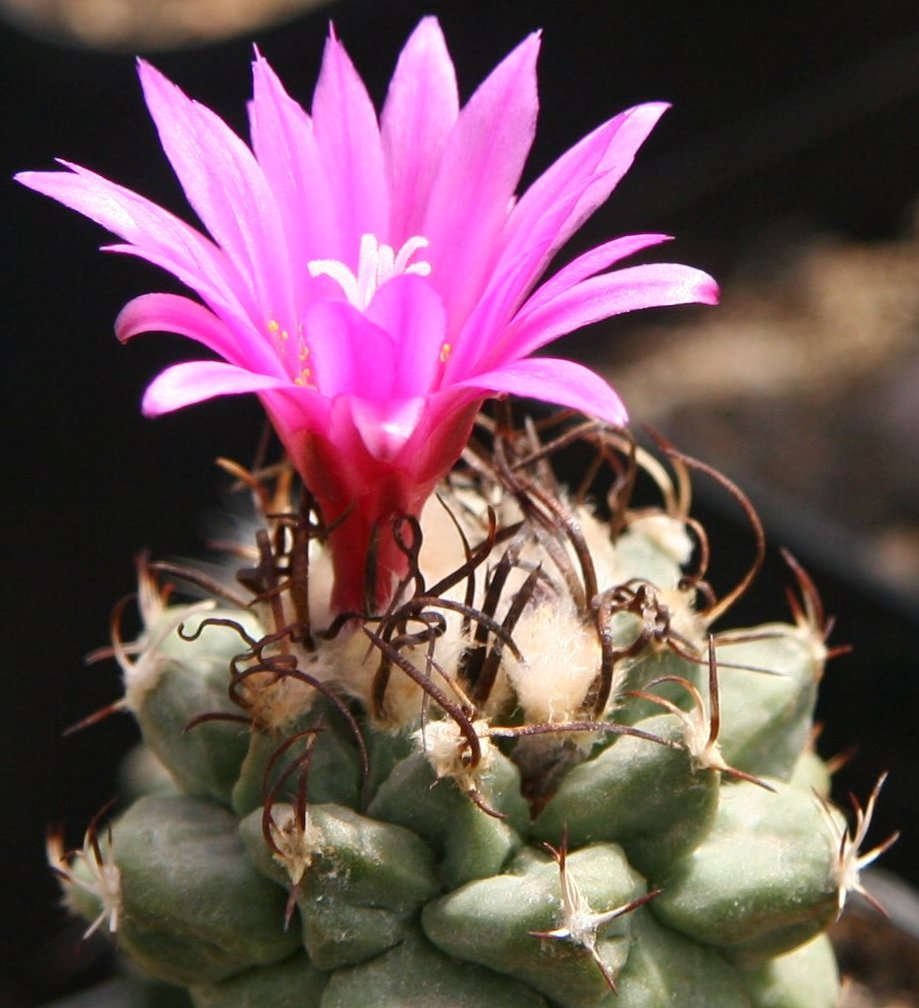
Grågrön småkaktus T. alonsoi
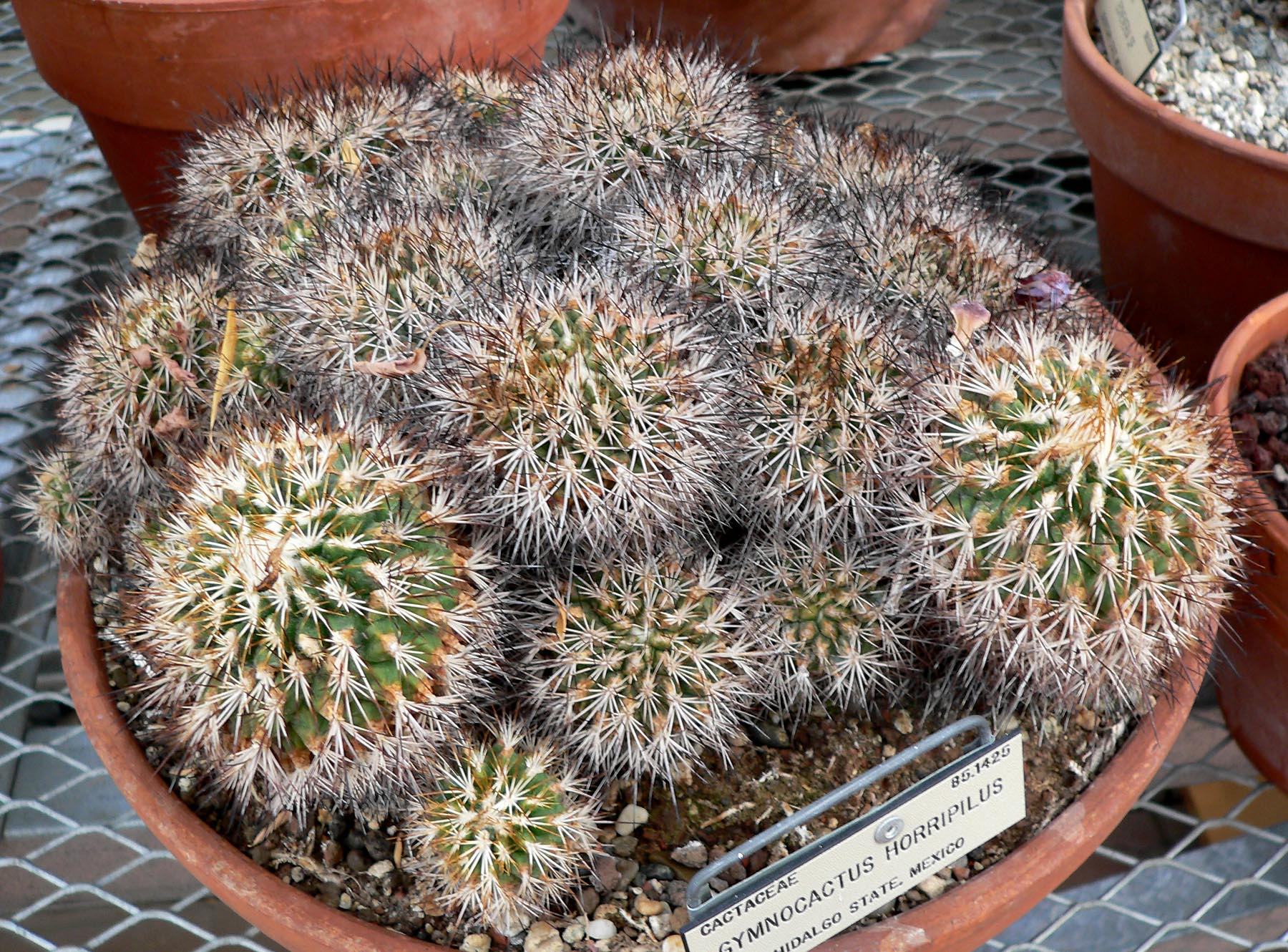
Långtaggig småkaktus T. horripilus
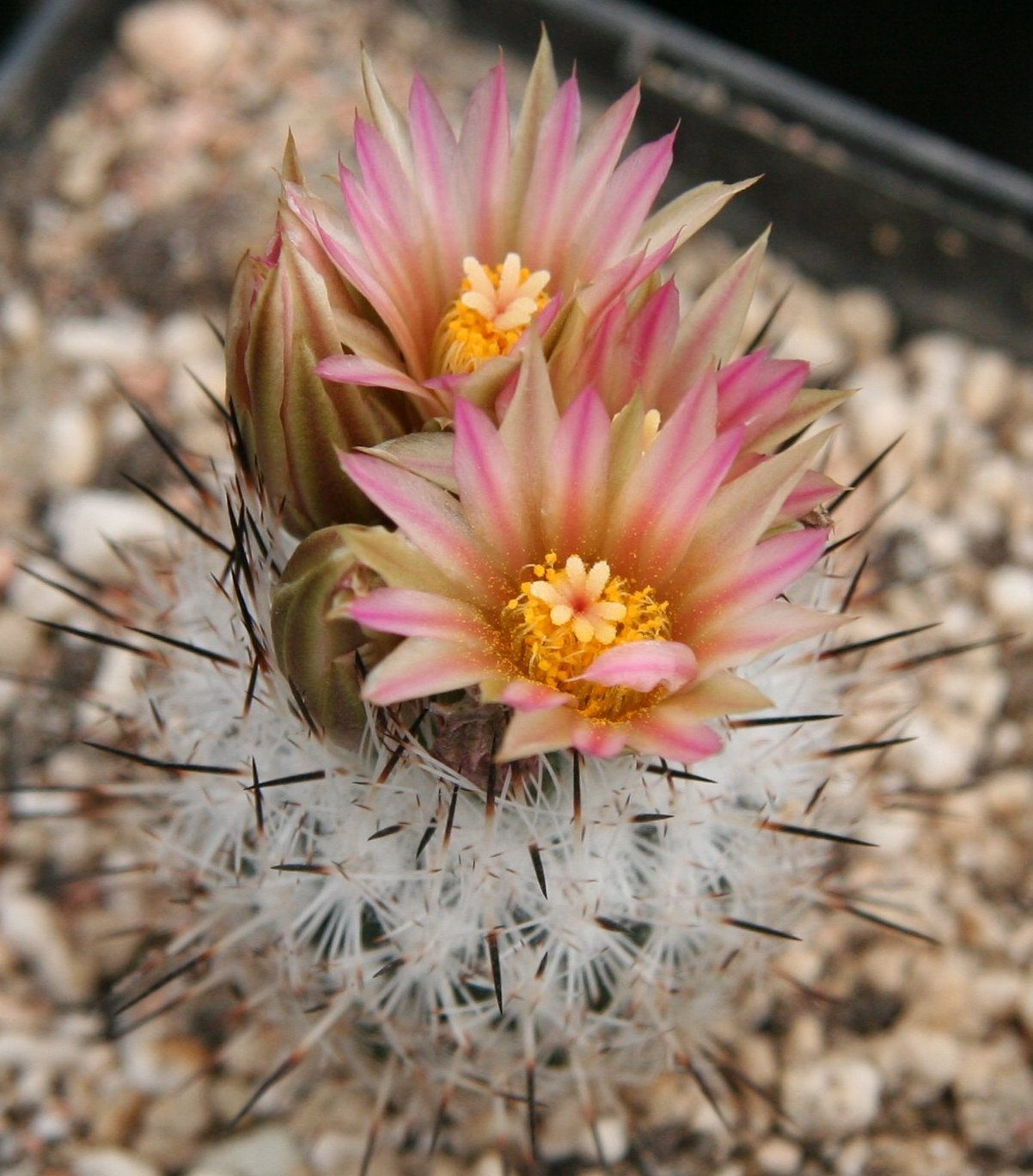
Turbinicarpus beguinii ssp. zaragozae
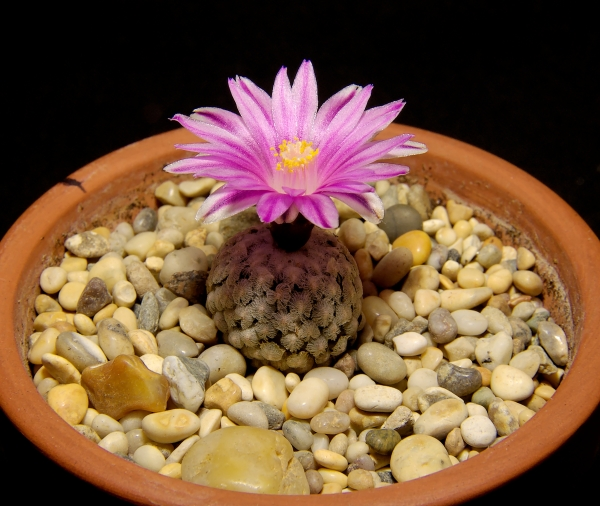
Fjädersmåkaktus T. valdezianus
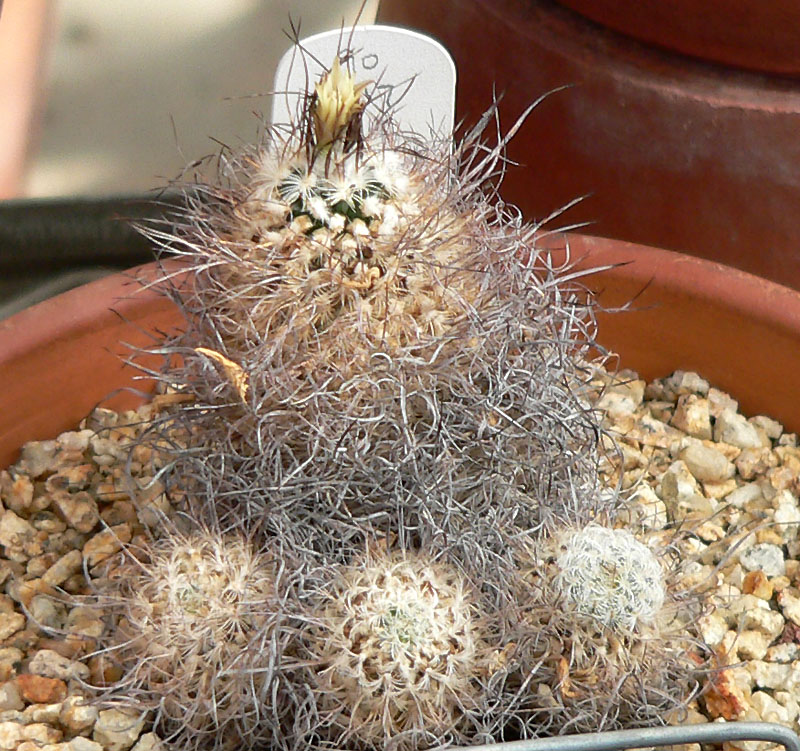
Daggsmåkaktus T. schmiedickeanus
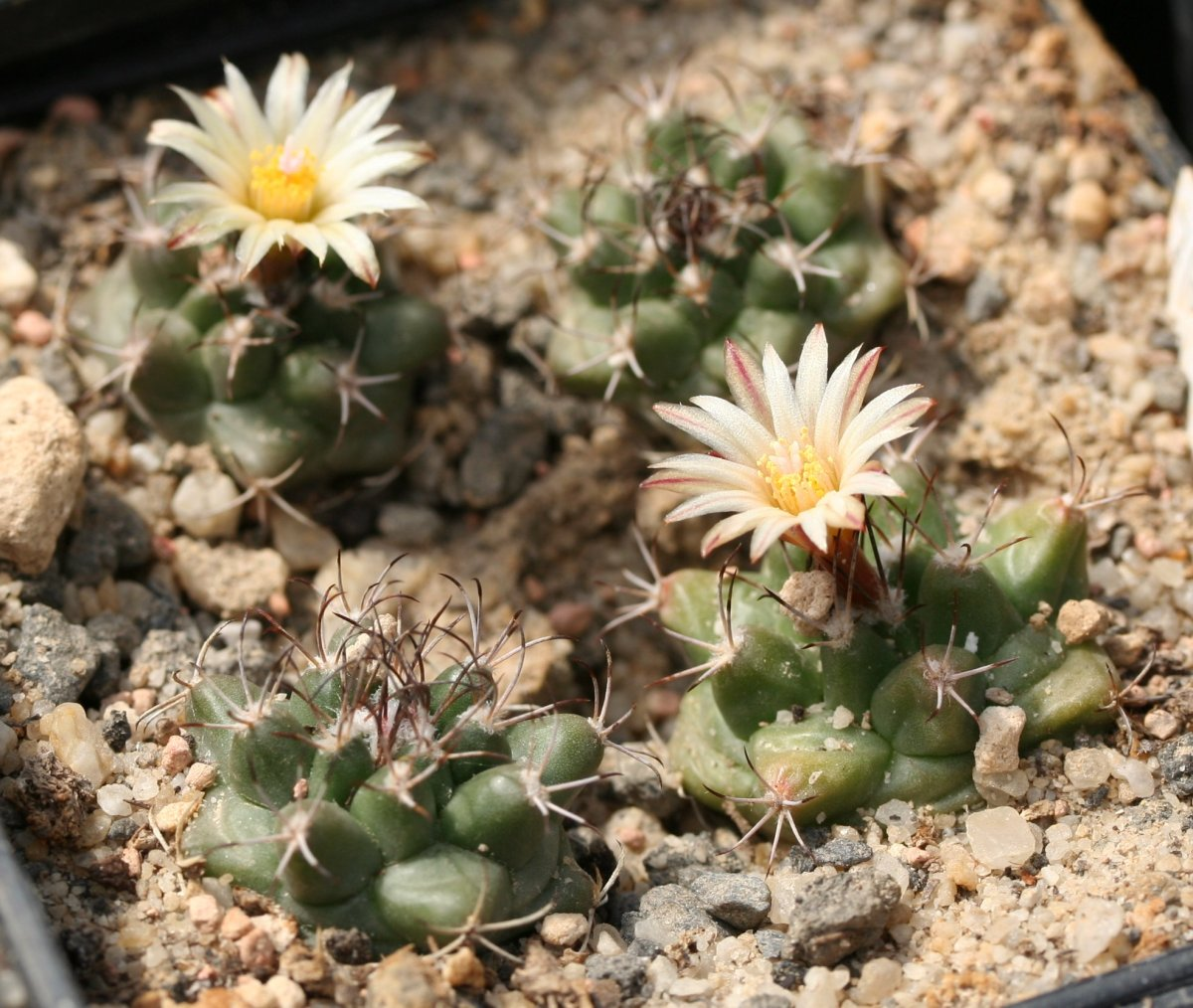
Flat småkaktus T. swobodae
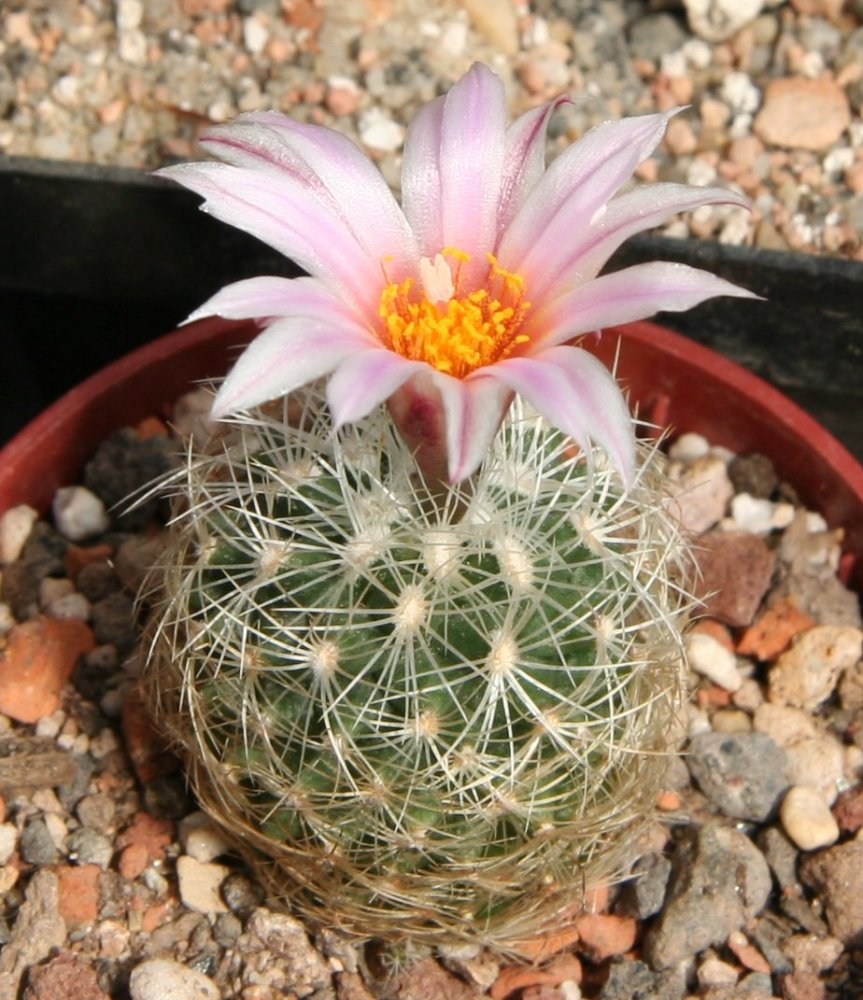
Turbinicarpus saueri ssp. knuthianus
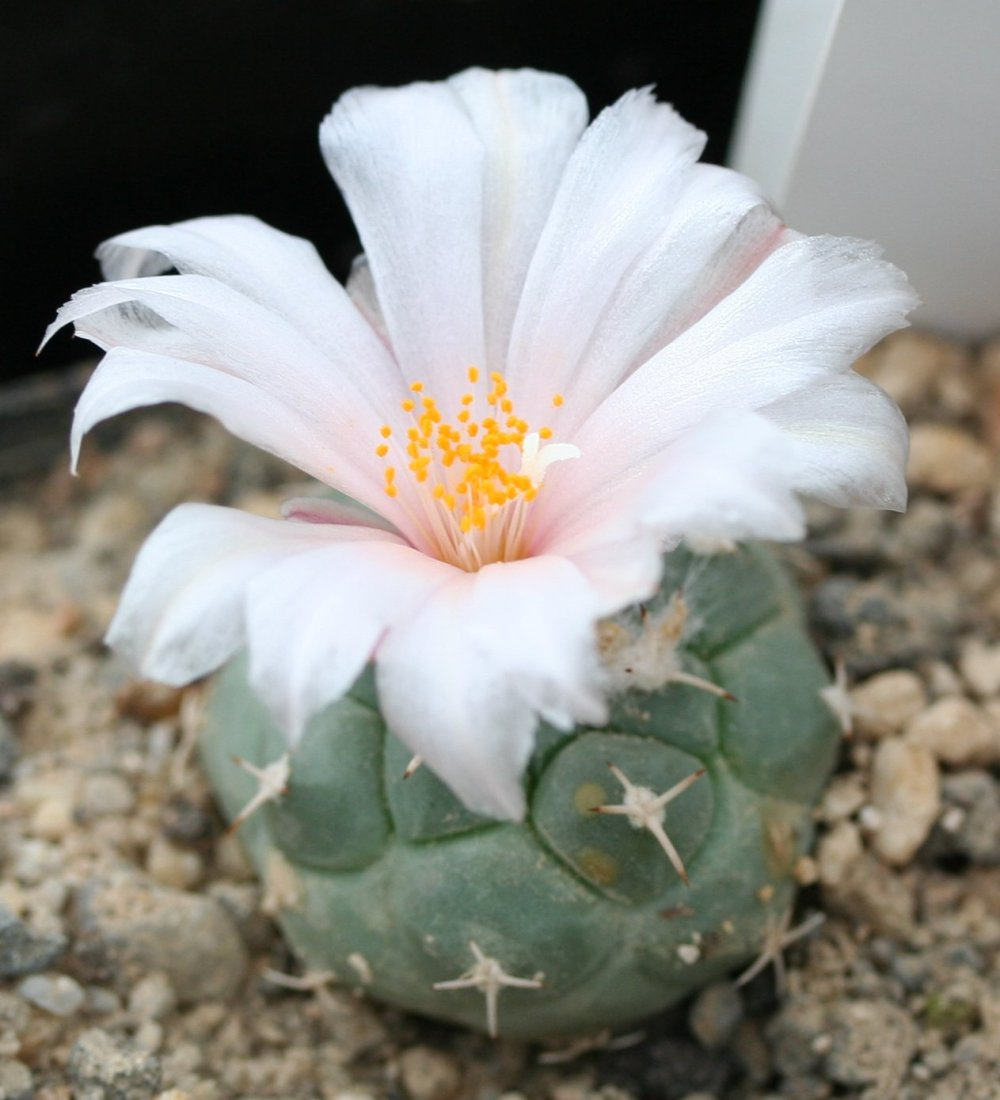
Falsk giftkaktus T. lophophoroides
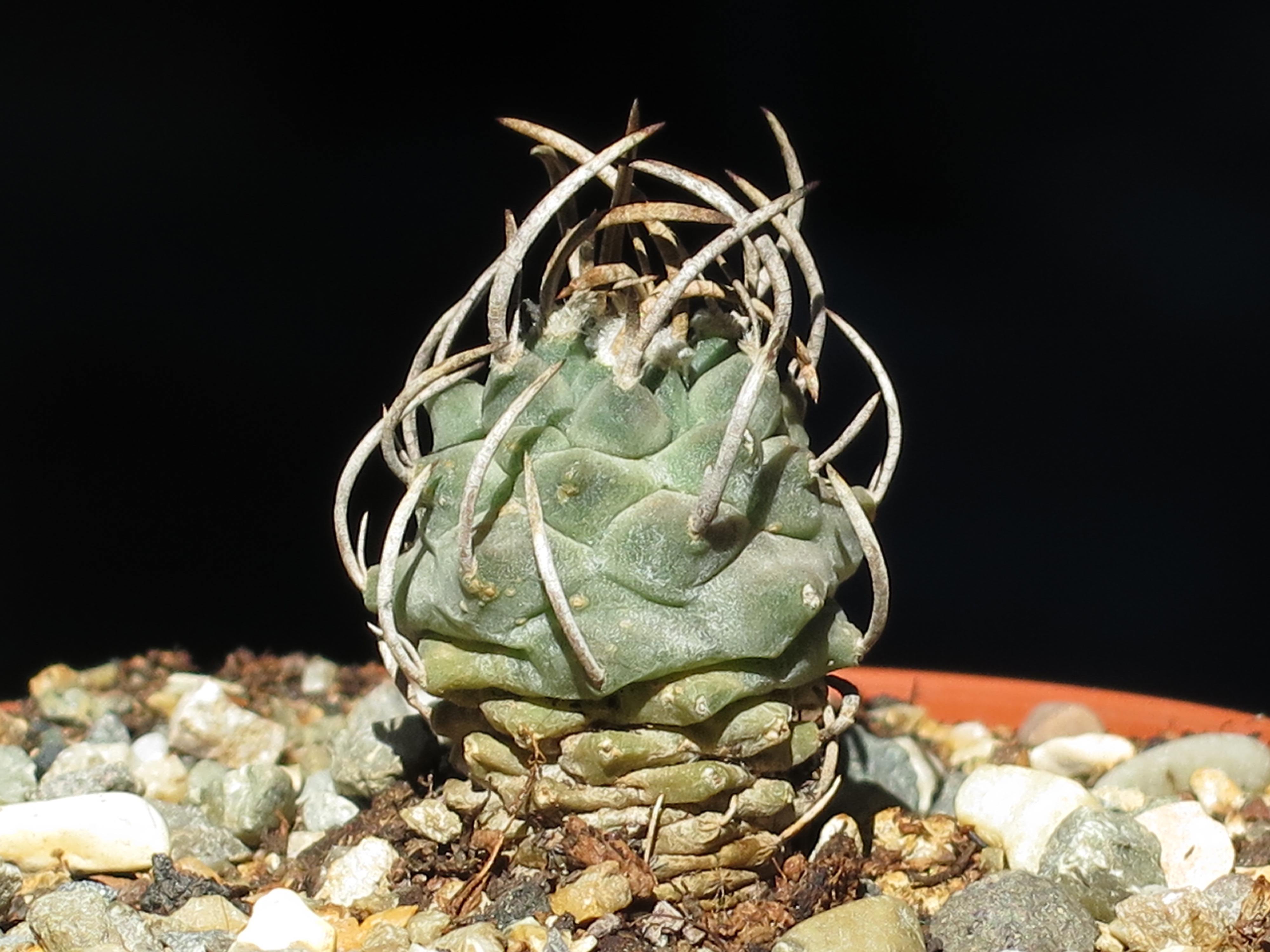
Turbinicarpus schmiedickeanus subsp. schwarzii
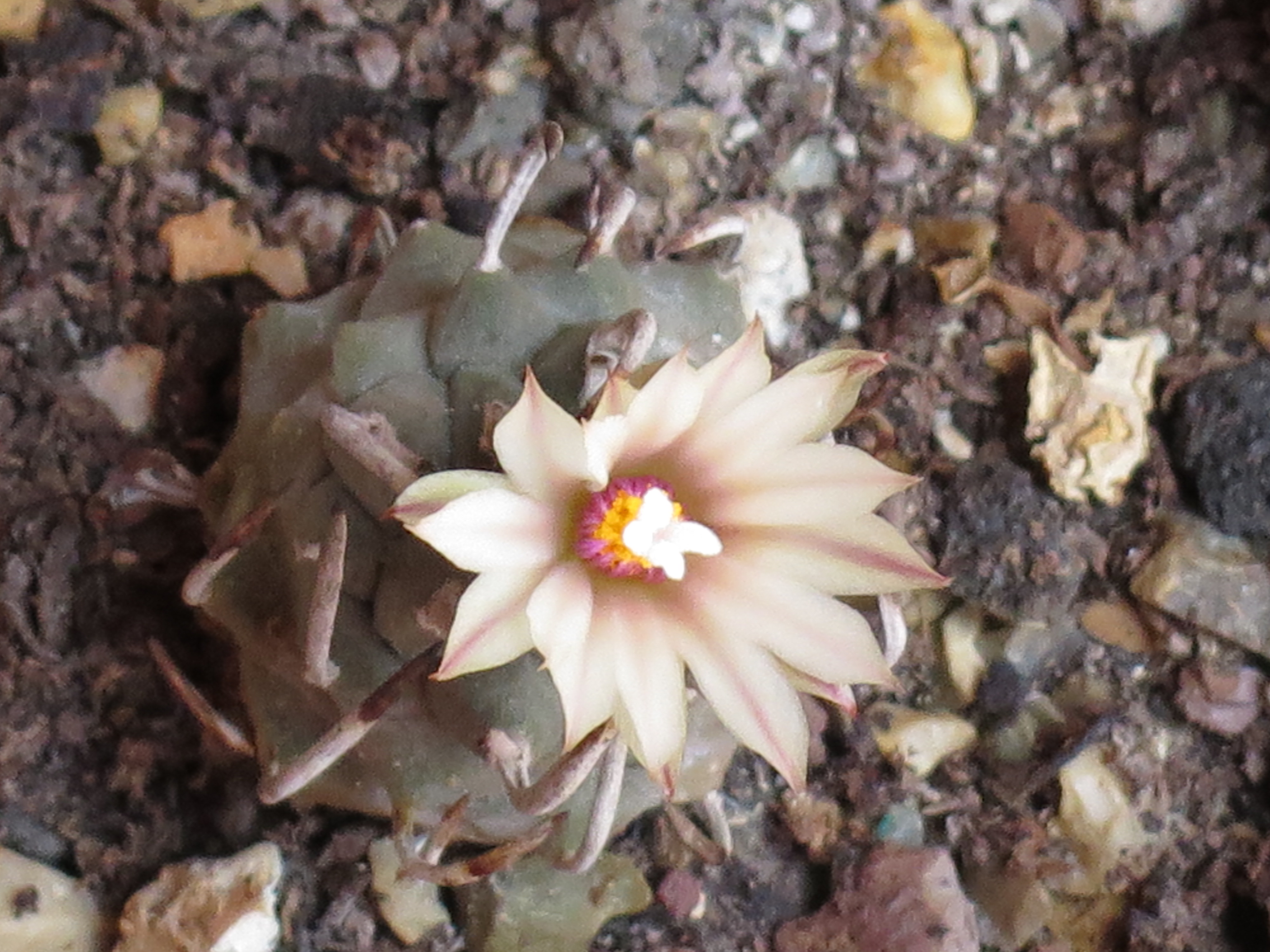
Turbinicarpus schmiedickeanus subsp. schwarzii SB269 (Matehuala, San Luis Potosi)-Blomma